# Bogdan Nogalski
Bogdan Nogalski (ur. 1946) – polski ekonomista, profesor nauk ekonomicznych. Ekspert w dziedzinie funkcjonowania holdingów i grup kapitałowych. 

## Pełnione funkcje
Był przewodniczącym Komitetu Nauk Organizacji i Zarządzania Polskiej Akademii Nauk oraz członkiem Centralnej Komisji do Spraw Stopni i Tytułów Naukowych (Sekcja II – Nauk Ekonomicznych). W latach 2011–2015 był członkiem Komitetu Nauk Ekonomicznych Polskiej Akademii Nauk.
Był rektorem Wyższej Szkoły Administracji i Biznesu im. E.Kwiatkowskiego w Gdyni oraz Dyrektorem Instytutu Organizacji i Zarządzania Uniwersytetu Gdańskiego. 

## Wybrane książki
- Marek Szymański, Nogalski Bogdan: Obrona przed wrogim przejęciem. Jak ochronić swój biznes. Wolters Kluwer Polska, 2011. ISBN 978-83-264-1427-5. Brak numerów stron w książce
- Kowalczyk Adam, Nogalski Bogdan: Zarządzanie wiedzą. Koncepcja i narzędzia. Difin, 2007. ISBN 978-83-7251-694-7. Brak numerów stron w książce
- Nogalski Bogdan, Marcinkiewicz Henryk: Zarządzanie antykryzysowe przedsiębiorstwem. Pokonać kryzys i wygrać. Difin, 2004. ISBN 83-7251-419-4. Brak numerów stron w książce
- Nogalski Bogdan, Ronkowski Roman: Współczesne przedsiębiorstwo. Problemy funkcjonowania i zatrudniania. TNOiK, 2007. ISBN 978-83-7285-314-1. Brak numerów stron w książce
- Nogalski Bogdan, Piwecki M.: Projektowanie przedsięwzięć kapitałowych. TNOiK, 1999. ISBN 83-87636-58-4. Brak numerów stron w książce
- Nogalski Bogdan, Ronkowski Roman: Zarządzanie holdingiem. ORGMASZ, 1996. Brak numerów stron w książce
- Nogalski Bogdan, Białas Tomasz, Czapiewski Mirosław: Zarządzanie w różnych formach własności. Uniwersytet Gdański, 1994. Brak numerów stron w książce

## Wybrane artykuły
- Dwojacki Piotr, Sikorski Czesław, Nogalski Bogdan: Zarządzanie w nowych czasach. "Przegląd Organizacji", 9/ 1999. Brak numerów stron w książce
- Dwojacki Piotr, Nogalski Bogdan: Tworzenie struktur sieciowych jako wynik restrukturyzacji scentralizowanego przedsiębiorstwa. "Przegląd Organizacji", 4/ 1998. Brak numerów stron w książce
- Rokicki Arkadiusz, Nogalski Bogdan: Technological Progress and Management Studies. "Scalability and Sustainability of Business Models in Circular, Sharing and Networked Economies", Cambridge Scholars Publishing, 2020.